# Salvelinus alpinus
El salvelino (Salvelinus alpinus), también llamado trucha alpina o trucha ártica es un pez anádromo de la familia Salmonidae nativo de lagos alpinos y aguas costeras de las regiones árticas y subárticas. Ningún otro pez de agua dulce es encontrado tan al norte. 
Está íntimamente relacionado con el salmón y la trucha, y comparte características de ambos. 
Puede alcanzar una longitud de 1,10 m y un peso de 15 kg. La edad máxima publicada es de 40 años.
En general, el dorso es oscuro, pardo-oliváceo, y el vientre y los flancos claros. El dorso y los laterales aparecen moteados de característicos puntos rojos o rosados, de mayor tamaño a lo largo de la línea lateral, a veces mayores que la pupila. No obstante, el color es muy variable, dependiendo de la situación, la época del año y el grado de madurez sexual. Alrededor de la freza, los adultos de ambos sexos, pero especialmente los machos, presentan una brillante coloración roja o anaranjada en el vientre y las aletas pectorales, pélvicas y anal. Esta coloración roja se la dan los carotenoides presentes en la dieta; los anfípodos son la principal fuente de este pigmento.
Los jóvenes presentan 11 manchas oscuras en cada costado. Las aletas son claras en el juvenil, y oscuras en el adulto.
Esta especie bentopelágica aparece en zonas profundas y balsas de ríos medios a grandes, y en lagos. Las formas anádromas pasan gran parte de sus vidas en el mar, donde ocupan un rango de profundidades de 30 a 70 m. Las poblaciones no migratorias permanecen en los lagos y ríos. Es extremadamente sensible a la contaminación del agua; vive en aguas frías y bien oxigenadas.
Las poblaciones de agua dulce se alimentan de crustáceos planctónicos, anfípodos, copépodos, moluscos, insectos y otros peces.
Los mismos crustáceos que les sirven de alimento son con frecuencia hospedadores intermediarios de parásitos. En los lagos noruegos, el salvelino es parasitado por los céstodos Diphyllobothrium spp. y Eubothrium salvelini, ambos transmitidos por copépodos. Salmicola salmonea es él mismo un copépodo. Los anfípodos son el único vehículo para Cyatocephalus truncatus y Cistidicola farionis, también céstodos, y uno de los principales para la duela Crepidostomum spp. Por otra parte, la cercaria de la duela Diplostomum spp. busca a su presa activamente y se introduce en las branquias, piel o córneas. Por último, Phyllidostomum umblae es transmitido por medio de las larvas acuáticas de las moscas de las piedras (Plecoptera).
Su pesca no reviste mayor interés comercial, pero es una especie usada en acuicultura y un trofeo muy común en pesca deportiva. Una especie muy cercana es la trucha de arroyo (Salvelinus fontinalis), de dimensiones algo menores pero muy valorada en pesca deportiva.
Se comercializa fresco, ahumado, enlatado y congelado. Se come salado, cocido, frito y asado.

## Tamaño y maduración
El tamaño a la edad de maduración varía enormemente entre las poblaciones de trucha alpina. Se conocen casos de maduración en ejemplares de 3 g hasta ejemplares de 12 kg o más. Esta diferencia de hasta 4000 veces entre el adulto más pequeño y el más grande prácticamente no se encuentra dentro de los vertebrados. Los ejemplares lacustres más comunes maduran a una talla que varía entre los 20 y 30 cm, mientras que los ejemplares anádromos maduran entre los 30 y 70 cm. La talla promedio de la trucha alpina, proveniente de capturas comerciales, varió entre los 49 y 53 cm entre 1980 y 1993 frente a las costas del Labrador, Canadá. En contraste con el bajo número de huevos producidos por ejemplares lacustres pequeños, 13 huevos, grandes ejemplares anádromos pueden tener hasta más de 9200 huevos.
La gran variación en la talla concuerda con la gran variación en hábitat, cambios de nicho, migración y características ecológicas de la especie. Lo cual, probablemente, refleja una flexibilidad muy alta en su constitución genética que puede ser una adaptación básica al ambiente extremo e impredecible del extremo norte.

## Hábitat
Los hábitats que ocupa la trucha alpina son los más variados entre los peces del norte. Se encuentra en pequeños cursos de agua, en el mar y en todo tipo de lagos oligotróficos. Las poblaciones lacustres son, por mucho, las más comunes. Poblaciones exclusivas de ríos se encuentran al norte pero han sido poco estudiadas. La mayoría sean probablemente alopátricas y estacionarias. Como la trucha café de río, usualmente crecen lentamente y maduran a una talla pequeña. La trucha alpina se encuentra en lagos de todos los tamaños, desde muy pequeños como lagunillas con muy poca agua bajo el hielo en invierno, hasta lagos muy grandes. Dentro de los lagos la trucha alpina puede usar todos los hábitats incluyendo las zonas profundas. La trucha alpina prefiere las zonas litorales en alopatría pero es muy flexible a cambiar a zonas pelágicas o profundas bajo competencia simpátrica.
Tanto Salmo salar como Salmo trutta ocupan el hábitat litoral en muchos de los lagos del norte de Noruega mientras que la trucha alpina se encontró en las partes más profundas de la zona pelágica. Tanto S. salar como S. trutta tienen una elección de hábitat muy similar y la trucha alpina muestra la misma segregación de hábitat bajo competencia con ambas especies, la trucha alpina se desplaza a la zona pelágica y béntica excepto en primavera y a fines de otoño donde ese desplaza nuevamente a la zona litoral. En ríos con poblaciones anádromas los pre-smolt de la trucha alpina prefiere hábitats cerrados y en aguas someras. 
La trucha alpina puede vivar a grandes profundidades como se ha observado en lagos de la región de los Alpes. Existen registros de presencia hasta 220 m en el Lago Ness, Escocia. En el lago Grander Lake, Newfouldland se han capturado con redes a profundidades de 200 m y, recientemente, a 280 m de profundidad. La trucha alpina pelágica usualmente se mantiene en aguas epipelágicas con una profundidad límite de 40 m aunque se han encontrado formas pelágicas a 80 m.
La trucha alpina sobrevive y se alimenta a temperaturas muy cercanas a los 0 °C, altas temperaturas pueden limitar la elección del hábitat en lagos más al sur, no hay indicadores que permitan asegurar que poblaciones más al sur puedan tolerar temperaturas más altas. La trucha alpina evita temperaturas litorales de entre 16 a 20 °C. Esta alta tolerancia de hábitats es característico de la trucha alpina lo que la hace idónea para ocupar nichos vacantes, especialmente en lagos de origen glaciar con poca diversidad de peces.

## Canibalismo
La ingesta de conespecíficos es muy amplia dentro de los peces y común en la trucha alpina. Dicha conducta es menos observada en lagos temperados, de hecho se ha encontrado que la conducta del canibalismo aumenta fuertemente con la latitud. El canibalismo es una estrategia importante en truchas confinadas a cuerpos de agua en el Ártico a pesar del conflicto de tener cestodos de Diphyllobothrium en los caníbales. 

## Alimentación
Los lagos tienen 4 comunidades de animales que constituyen potenciales presas para peces, estos son el pleustón, planctón, bentos y nectón. Excepto por el nectón, estas comunidades son hábitat específico, el pleustón en la superficie del lago, el planctón en la zona pelágica y el bentos en el fondo del lago, tanto en la zona litoral como en las zonas profundas. La trucha alpina parece tener las adaptaciones necesarias para alimentarse de los 4 grupos lacustres antes mencionados en sus hábitats típicos. Lo mismo se aplica para la variante anádroma en el mar donde su principal alimento es el planctón y los peces pelágicos pero también puede alimentarse de hiperbentos litoral e incluso insectos de la superficie. 
La alimentación de los alevines, sobre todo durante el primer verano es pobremente conocida. La razón es que estos peces pequeños son difíciles de encontrar y muestrear en lagos. La profundidad del desove varía entre lagos pero es, usualmente, superficial, casi siempre menor a 5 m. Esto significa que la primera alimentación tiene lugar entre las piedras y grava en el litoral. Este hábitat también provee de protección contra la predación de peces y aves buceadoras. En alopatría, el juvenil se mantiene en aguas superficiales o someras en lagos del Ártico y de los Alpes, los peces son observados en aguas muy poco profundas y muy cerca de la costa (profundidad media menor a 50 cm y distancia promedio a la costa menor a 1 m). Los depredadores son pocos en los lagos del Ártico y de los Alpes por lo que la presión de predación es lo suficientemente baja para permitir una alimentación en la zona litoral. La mayoría de los lagos subÁrticos y temperados no poseen ejemplares jóvenes en aguas superficiales. Poco se conoce sobre cuando dejan la costa y que tan profundo se mueven. Se ha observado que los alevines pueden comer pequeñas larvas de insectos y crustáceos, también se alimentan de copépodos del bentos. En ejemplares de menos de 5 cm se encontró iguales cantidades de cladóceros del bentos, ostrácodos e insectos. La alimentación en las etapas tempranas es considerada como un cuello de botella en la historia de vida de la trucha alpina con un riesgo de mortalidad alto. 
Estudios recientes de sedimento en lagos Árticos en Greenland demostraron que la predación selectiva de la trucha alpina probablemente eliminó Daphnia pulex y a Lepidurus arcticus, lo que indica que la predación selectiva de la trucha sobre el bentos puede tener un efecto de cascada en sistemas de baja complejidad, tales efectos, probablemente, también se encuentran en sistemas de alta complejidad pero aún no ha sido demostrado.

## Reproducción

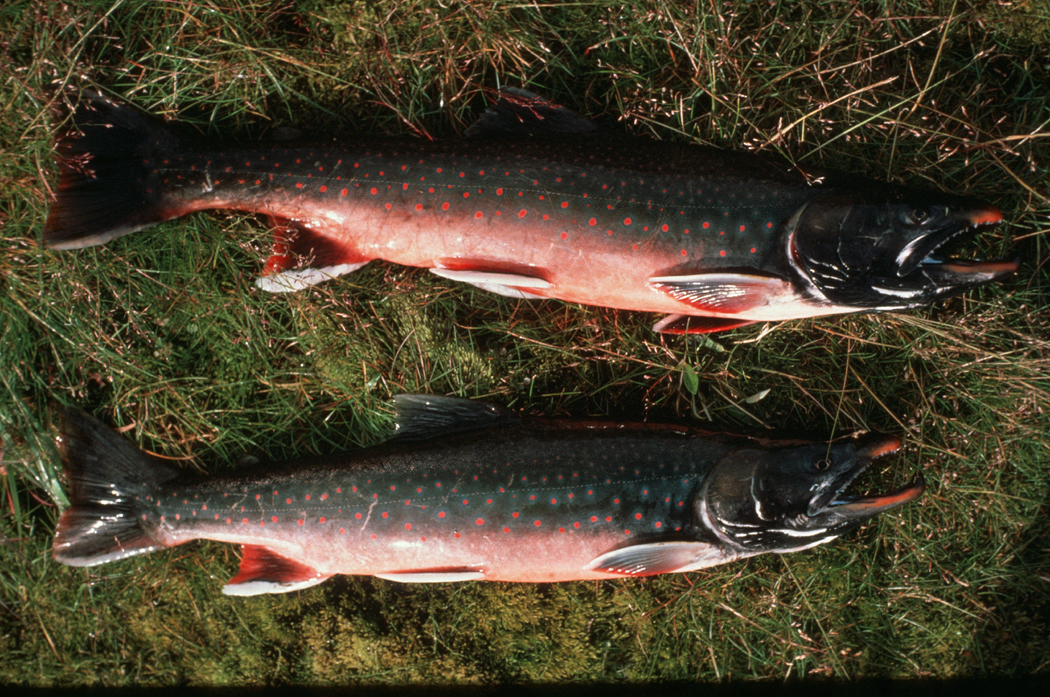
Pareja de salmones alpinos

La puesta ocurre generalmente en un único pico entre los meses de septiembre y noviembre. Los machos se agrupan en bandadas llamadas "leks" ()", que las hembras visitan para elegir compañero. 
Los machos son generalmente territoriales. 
La freza tiene lugar a cualquier hora del día. Una hembre invade el territorio de un macho y busca un lugar para desovar. Una vez hallado, comienza a excavar. Mientras la hembra está cavando, el macho la corteja nadando a su alrededor y deslizándose a lo largo de sus costados. Cuando el nido está acabado, la pareja libera los huevos y el esperma y se aleja del lugar, a veces liberando todavía gametos al agua. Esto puede repetirse hasta cinco veces antes de que la hembra cubra los huevos y se prepare para el próximo emparejamiento. 
Es una especie polígama; tanto hembras como machos pueden realizar varias frezas con diferentes compañeros dentro de un mismo periodo reproductivo. Los machos por lo común se emparejan con más de una hembra, tomando la segunda pareja una vez que la primera ha agotado sus huevos. En ocasiones la hembra puede aparearse con éxito con dos o más machos. Generalmente, las hembras necesitan varios días para depositar todos los huevos. 

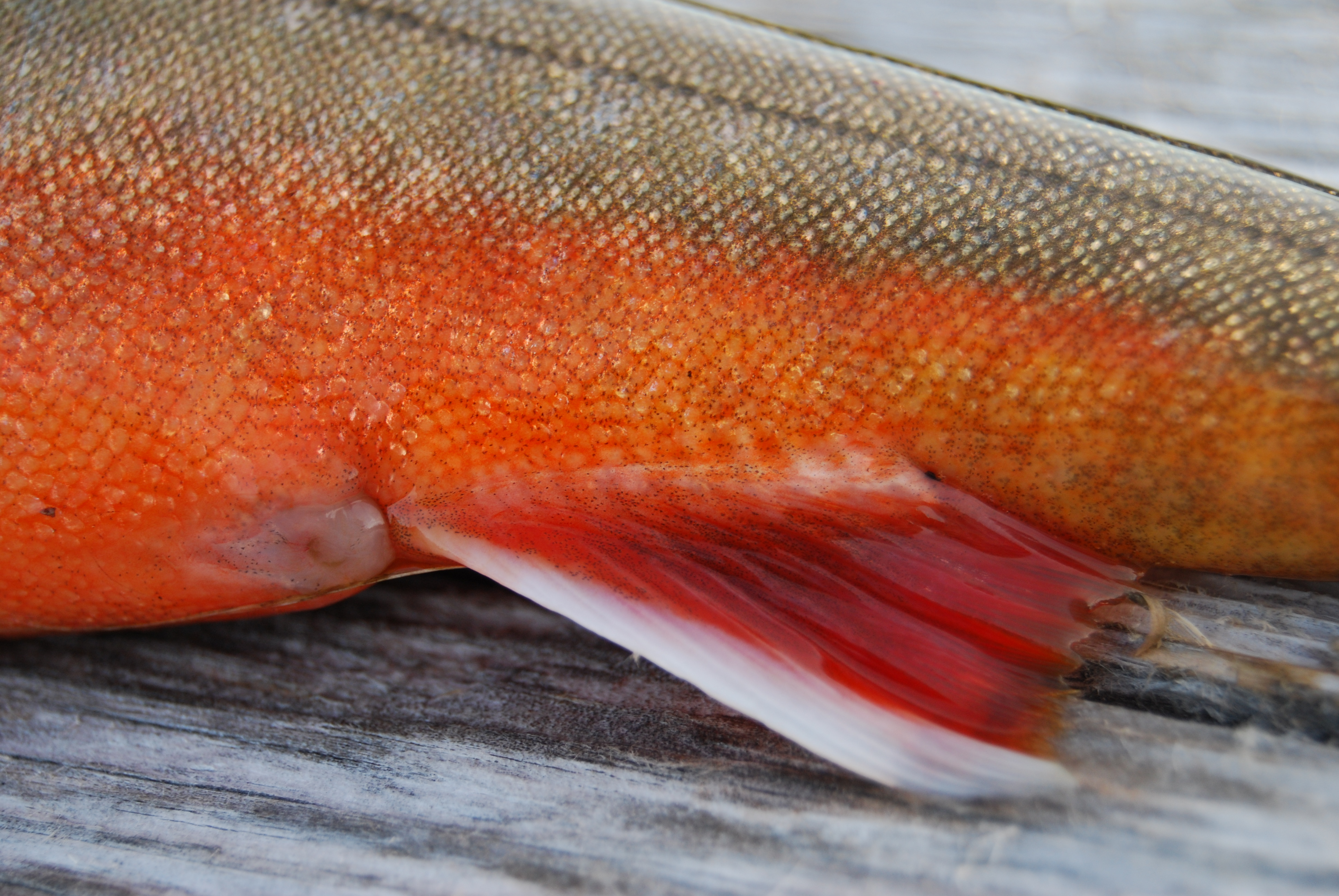
Ovulación de la trucha

Durante este periodo se establece una estricta jerarquía, con machos grandes dominantes que consiguen la mayoría de los apareamientos y otros más pequeños que se ven excluidos y han de utilizar otra estrategia: permanecen al acecho y, cuando la hembra está lista para depositar los huevos, se aproximan con gran rapidez y liberan su esperma. Estudios sobre la calidad del esperma demuestran mayor densidad del eyaculado y mayor velocidad de los espermatozoides, lo cual supone una ventaja competitiva del esperma de estos machos sobre el de los dominantes.

## Distribución
Aparece en aguas de climas templados, de 4 a 16 °C, entre las latitudes 85°N - 42°N, en todo el mundo (180°W - 180°E). En Europa, presente en el Atlántico Norte, al sur de Noruega meridional, también en Islandia y el sur de Groenlandia. Poblaciones aisladas en el norte de Reino Unido, Escandinavia, Finlandia y los Alpes. Poblaciones sin conexión con el mar en Quebec, Canadá y en Maine y New Hampshire en EE. UU.
Es un pez bentopelágico, con un rango de profundidades de 30 a 70 m.

## Parámetros demográficos
La resistencia de esta especie es baja. La población se duplica en un tiempo mínimo de 4.5-14 años (tm=7-10; tmax=24).
Fecundidad: 400 huevos por animal y estación reproductiva.

## Morfología
- Aleta dorsal: Espinas dorsales (total): 4-5; radios blandos (total): 8-16.
- Aleta anal: espinas: 3-4; radios blandos: 7-15.
- Aleta caudal: 19 radios.
- Vértebras: 62-688.
- 23 a 32 espinas branquiales.
- 37 a 75 ciegos pilóricos.
- La línea lateral ligeramente curvada hacia el vientre debajo de la cabeza.
- Bordes anteriores de las aletas pectorales, pélvicas y anales, y en ocasiones la caudal, con un estrecho margen claro.

## Acuicultura
Desde los años 70 se viene investigando la aptitud del salvelino como especie cultivada. El gobierno canadiense, desde "Freshwater Institute" del "Department of Fisheries and Oceans" en Winnipeg, Manitoba, y el "Huntsman Marine Science Laboratory" de Nuevo Brunswick fueron pioneros de su estudio en Canadá. También en Noruega existen granjas de salvelino. 
La especie se investigó inicialmente porque se esperaba que tuviese requerimientos óptimos de temperaturas bajas, y creciese bien en las aguas frías que imperan en numerosas áreas de Canadá. También se esperaba que el salvelino fuese una alternativa a la trucha arco-iris, ocupando un lugar nuevo en el mercado.
Los esfuerzos iniciales se concentraron en identificar los requerimientos y rendimiento de la especie. El Freshwater Institute fue responsable de la distribución de pequeñas cantidades de huevos a productores canadienses; estos productores, a cambio, determinaron las posibilidades comerciales del salvelino. Grandes partidas comercializadas se han desarrollado a partir de estas fuentes.

## Nombres en otras lenguas
- Alemania: Saibling
- Suiza alemana: Saibling
- Francia: Omble chevalier
- Suiza francesa: omble chevalier
- Inglés: Arctic charr
- Noruega: Arktisk roye
- Alaska: Akalukpik
- Holanda: Beekridder
- Islandia: Bleikja
- Dinamarca: Fjeldørred
- Suecia: Fjällröding
- Finlandia: Nieriä
- Italia: Salmerino
- Esperantio: Salveleno

Canamares:Soikarse